# 譚達藴
譚達藴，字士奇，陝西漢中府城固縣人，明末文人。

## 生平
譚達藴自幼即有神童之譽。崇禎十五年（1642年）壬午科陝西鄉試舉人。未出仕而卒。學問為後學所宗。